# Macromia urania
Macromia urania је инсект из реда Odonata.

## Угроженост
Ова врста није угрожена, и наведена је као последња брига јер има широко распрострањење.

## Распрострањење
Врста је присутна у Вијетнаму, Јапану, Кини и Хонгконгу.

## Популациони тренд
Популација ове врсте је стабилна, судећи по доступним подацима.

## Станиште
Станишта врсте су шуме и слатководна подручја.